# Guislabert II de Rosselló
Guislabert II de Rosselló (? - 1102) fou comte de Rosselló (1074-1102).
Fill i hereu del comtat de Rosselló, a la seva mort, del comte Gausfred II.
Juntament amb el seu pare inicià el 1020 el saqueig i pillatge del comtat d'Empúries, sota poder de Ponç I d'Empúries. Aquesta intervenció en el comtat veí durà fins al 1074, quan es van acordar acords de pau entre ambdues famílies comtals els anys 1075 i 1085.
A aquest comte es deu la conversió de Sant Joan Baptista de Perpinyà de simple parròquia a seu d'una comunitat de canonges agustinians.
Del seu matrimoni amb Estefania, en nasqué Girard I de Rosselló (?-1113), comte de Rosselló.